# A Murder of One
"A Murder of One" é uma canção escrita por David Bryson, Adam Duritz e Matt Malley, gravada pela banda Counting Crows.
É o quarto single do álbum de estreia lançado em 1993, August and Everything After.

## Paradas
| Ano  | Parada                     | Posição |
| ---- | -------------------------- | ------- |
| 1994 | Hot Mainstream Rock Tracks | 17      |